# 客貨分離
客貨分離（きゃくかぶんり）または、貨客分離（かきゃくぶんり）とは、旅客と貨物の運行を分けて行う形態のこと。一般に、この概念を用いる場合、大規模輸送を前提とし、運送手段が全く異なる鉄道や船舶、航空機などで行われることが多い。

## 鉄道
鉄道の場合、旅客車のみで組成した旅客列車と貨車のみで構成した貨物列車とは運行方法の違いから、比較的早い段階で運行を分離したダイヤグラム上では構成している。線路容量が低く、多数の列車を設定できない鉄道路線では、混合列車（旅客車と貨車を混在させた列車のこと）が設定されていたが、混合列車は駅で貨車の入換を行う関係で表定速度が著しく低くなるという欠点があり、旅客列車の速度向上や無煙化の推進のため客貨分離が進められ、昭和50年代には日本国有鉄道で客貨分離が達成された。
また、高度に旅客列車と貨物列車が運行される路線では貨物別線や複々線を建設することがある。複々線などの線増では、片方を旅客列車専用の旅客線、もう片方を貨物線として物理的に分離する手段も用いられる。
なお、郵便輸送を含めた荷物列車も手荷物などの受け取りなどで広義の貨物列車のように扱われたため、かつての汐留駅など貨物線・貨物駅を発着する列車が設定されたが、1986年の荷物専用列車の運行廃止によりこうした事態はなくなっている。

## 航空機・船舶
航空機や船舶の場合、旅客と貨物の分離を行う場合どちらか片方の集中する事例が多いが、貨物の内旅客に危険を及ぼすものや大型のものなどは専用船・機材を用いる事例が多い。船舶の場合、旅客の乗船している貨物船（保険の規定から１２名までの旅客の乗船が認められている）は、港に滞船が起きていても優先的に着岸できるので、旅客の乗船を認めている貨物船も存在する。

## 小規模な場合
客貨分離は輸送量が大きい場合に行われるが、閑散路線の維持等を意図して分離を解除する場合がある。客貨混載とも貨客混載ともよばれる場合がある。